# Tonča Anković
Tonča Anković (Metković, 29. rujna 1942.), hrvatska književnica. Piše romane. Živi i radi u Splitu.

## Djela
Napisala više djela, od kojih se ističu:
- Optužnica, roman, 1995.
- Klub, roman, 1997.
- Ljudi bez mjesta, roman, 1998.
- Grad, roman, 2001.
- Druga strana rijeke, 2012.